# 漏斗枪鱿属
漏斗枪鱿属（学名：Choneteuthis），是耳乌贼科下的一个属。该属的唯一种漏斗枪鱿（Choneteuthis tongaensis）是一种短尾鱿鱼，原产于太平洋南部汤加群岛周围的水域。本属只有三个标本。其中，整体标本（英文版WIKI有照片）最大，幔的长度（ML）为33.8毫米。
漏斗枪鱿有几个明显的形态特征：幔在颈部区域没有连在一起，墨囊的腹面有大的圆形内脏荧光团和腹盾，宽龙骨延伸到整个棒形的长度。